# St. Mary's Alpine Park
St. Mary's Alpine Park är en park i Kanada.   Den ligger i provinsen British Columbia, i den södra delen av landet, 3 000 km väster om huvudstaden Ottawa. St. Mary's Alpine Park ligger 2 124 meter över havet.
Terrängen runt St. Mary's Alpine Park är huvudsakligen bergig, men österut är den kuperad. Trakten runt St. Mary's Alpine Park är nära nog obefolkad, med mindre än två invånare per kvadratkilometer.. Det finns inga samhällen i närheten. 
I omgivningarna runt St. Mary's Alpine Park växer i huvudsak barrskog.